# Szulejman Atli
Szulejman Atli (Aydın, 1994. július 27. –) török szabadfogású birkózó. A 2018-as birkózó-világbajnokságon bronzérmet szerzett 57 kg-os súlycsoportban, szabadfogásban. A 2017-es birkózó Európa-bajnokságon bronzérmet szerzett az 57 kg-os súlycsoportban, szabadfogásban.

## Sportpályafutása
A 2018-as birkózó-világbajnokságon az 57 kg-osok súlycsoportjában megrendezett bronzmérkőzés során az amerikai Thomas Patrick Gilman volt ellenfele, akit 5–4-re legyőzött.